# Limenitis panthalis
Limenitis panthalis är en fjärilsart som beskrevs av Hans Fruhstorfer. Limenitis panthalis ingår i släktet Limenitis och familjen praktfjärilar. Inga underarter finns listade i Catalogue of Life.